# Francisco Giner de los Ríos
Francisco Giner de los Ríos (ur. 10 października 1839 w Rondzie, zm. 17 lutego 1915) – filozof, eseista i pedagog hiszpański.

## Życiorys
Studiował prawo i filozofię na uniwersytetach w Barcelonie, Grenadzie, a od 1863 roku na Uniwersytecie Madryckim. Przebywając na tym ostatnim poznał Sanza del Rio, który wprowadził w Hiszpanii myśl filozoficzną Niemca, Karla Christiana Friedricha Krausego; od tej pory Francisco Giner de los Rios umiejscowił się wśród krausistów (razem z Salmeronem, Moretem, Azcaratem i Labrą), która miała duży wpływ na myśl i poczynania hiszpańskich liberałów. Wyżej wymieniona szkoła broniła ideałów racjonalistycznych, harmonii społecznej opartej na reformie etycznej jednostki poprzez edukację w celu osiągnięcia stanu prawdziwie liberalnego.
Otrzymał tytuł profesora Filozofii Prawa i Prawa Międzynarodowego Uniwersytetu w Madrycie. Otwarcie sprzeciwiał się naruszaniu wolności akademickiej praktykowanej przez Ministra Rozwoju, Marquesa de Orovio w 1875. W konsekwencji tego został wydalony z katedry razem ze swoimi towarzyszami.
W 1867 otrzymał propozycję profesury Prawa Naturalnego Uniwersytetu w Madrycie, którą porzucił w kilka miesięcy po sankcjach rządowych wobec Sanza del Rio. Wrócił do tytułu po tryumfie rewolucji z 1868 roku, na powrót został mu zabrany po restauracji Burbonów przez rząd Cánovasa w 1875 roku y ponownie odzyskany wraz z dojściem liberałów do władzy pod rządami Sagasty w 1881.
W 1876 założył Wolną Instytucję Nauczania (hiszp. Institución Libre de Enseñanza), poświęcił jej ostatnie lata życia, była centrum nauczania opartym na nowoczesnych modelach pedagogicznych, a zarazem laickich i progresywistycznych, które proponował jako alternatywę dla zdominowanego przez Kościół programu nauczania. Biuletyn instytucji (hiszp. BILE – Boletin de la Institución Libre de Enseñanza) zadeklarował swoją niezależność polityczną, religijną i filozoficzną, ponadto ogłosił, że priorytetem jest wolność zagadnień naukowych. Za sprawą kosmopolityzmu i wielowątkowości biuletyn zyskał wielu współpracowników, jak na przykład Karol Darwin, Miguel de Unamuno, Emilia Pardo Bazan, Julian Sanz del Rio, Antonio Machado. Zajmowali się oni tematami właściwymi społeczeństwu, jak na przykład edukacja, polityka, ekonomia, nauki ścisłe, czy ówczesna sztuka.
W 1887 utworzył Fundację Serra Pambley w Villablino.

## Poglądy
Celem Ginera de los Rios była restrukturyzacja państwa oparta na świadomości i rewolucji poglądów ludzkich. Pragnął utworzyć społeczeństwo zintegrowane, oparte na idei, że zmiany wychodzą od ludzi, a nie są powodowane przez wojny, czy rebelie. Po wojnie domowej w Hiszpanii, kiedy Franco przejął władzę jego ruch myślowy był zakazany. Podczas reżimu Franka malała liczba kontynuatorów jego myśli, lecz obecnie istnieją szkoły w Hiszpanii, które odtwarzają wytyczne dot. pedagogii Ginera, przystosowując je do nowych czasów.

## Twórczość
Do najważniejszych dzieł, które pozostawił po sobie Francisco Giner de los Rios należy zaliczyć:
1. Lecciones sumarias de psicología (1874),
2. Estudios sobre educación (1886),
3. Educación y Enseñanza (1889),
4. Pedagogía universitaria (1905)